# Embryoglossa aethiopicalis
Embryoglossa aethiopicalis är en fjärilsart som beskrevs av M.Gaede 1916. Embryoglossa aethiopicalis ingår i släktet Embryoglossa och familjen mott. Inga underarter finns listade i Catalogue of Life.